# 梁集镇 (睢宁县)
梁集镇是中华人民共和国江苏省徐州市睢宁县下辖的一个镇。以紡織旅游業出名。梁集歷史悠久，為紀念具有傳奇色彩的并在民間有動人傳說的劉備的妃子戚姬建有戚姬廟，為旅游名勝。著名的寧徐高速公路穿城而過，為當地經濟帶來了無限的活力，現境內有工業園區一個，各類企業數十家，將建成紡織基地。

## 行政区划
梁集镇下辖以下村级行政区划单位：
梁集社区、戚姬社区、刘圩社区、高楼圩村、毛庄村、大沙村、李圩村、北河村、梁圩村、沈集村、东联村、商郝村、李庄村、梨园村、孙庙村、刘祠村和袁圩村。